# 宮崎遼 (アイスホッケー)
宮崎 遼（みやざき りょう、1987年（昭和62年）1月18日 - ）は、東京都出身の元男子アイスホッケー選手。現パラアイスホッケー日本代表ナショナルコーチ。

## 経歴
中学を卒業後、高校から単身カナダへ留学。2013年アメリカ合衆国のen:Franklin Pierce Universityのグラフィックコミュニケーション学部を首席で卒業後、フランスのチーム fr:Hockey Club de Châlons-en-Champagneとプロ契約。2017年よりfr:Lions de Wasquehal Lille Métropoに所属。2018年より、 fr:Hockey Club de Châlons-en-Champagneと再契約し2シーズンプレー後、コロナの影響もあり完全帰国。
2020年より横浜GRITSと契約した。
2021年10月末までプレーした。
その後、同チームにてコーチとなり、2022年3月までアシスタントコーチを務めた。
2023年4月よりパラアイスホッケー日本代表ナショナルコーチに就任。